# Grundtjärnen (Edsele socken, Ångermanland)
Grundtjärnen är en sjö i Sollefteå kommun i Ångermanland och ingår i Ångermanälvens huvudavrinningsområde.